# Región de Arica y Parinacota
Die Región de Arica y Parinacota (oder XV. Region) ist die nördlichste der 16 Regionen Chiles. Sie wurde erst 2007 geschaffen und grenzt im Norden an Peru, im Osten an Bolivien, im Süden an die chilenische Región de Tarapacá und im Westen an den Pazifik.
Sie entstand aus der Vereinigung der Provinzen Arica und Parinacota, die bis dahin Teil der Región de Tarapacá waren und heute die beiden Provinzen der Región de Arica y Parinacota bilden. Ein entsprechendes Gesetz trat am 8. Oktober 2007 in Kraft. Die geschaffene Region hat eine Fläche von 16.898,6 km² und eine Einwohnerzahl von 226.068 Menschen (2017). Hauptstadt der Region ist Arica.

## Sehenswürdigkeiten
Im Nordwesten, dicht vor der Grenze zu Bolivien, befindet sich der 1370 km² große Nationalpark Lauca mit hohen Vulkanen und Seen.
In der Nähe der über 6000 Meter hohen Vulkane Parinacota und Pomerape liegt der Lago Chungará auf 4520 Meter Höhe. Der rund 21 km² große See gehört zu den höchstgelegenen Seen der Welt.
Im Süden des Nationalparks liegt der große Salzsee Salar de Surire auf 4245 Meter mit seinen Thermalquellen. Hier kann man Flamingos, Vikunjas und Lamas beobachten. Der Nationalpark Monumento Natural Salar de Surire wurde 1983 eingerichtet und umfasst rund 175 km².
Der Nationalpark bietet eine reiche Tierwelt, dazu gehören zum Beispiel auch Guanacos, Andenkondore, Pumas und Vizcachas.
Die Küstenstadt Arica bietet weitläufige Strände und viele geschichtliche Orte, wie die Festung El Morro, die im Salpeterkrieg schwer umkämpft war.